# 7354-es mellékút (Magyarország)
A 7354-es számú mellékút egy szűk hét kilométer hosszú, négy számjegyű országos közút Zala vármegyében, Zalaegerszeg keleti agglomerációjában. A megyére jellemző észak-déli irányú völgyek egyikében, a Szévíz-patak völgyében húzódik, a 76-os főút és a Zala folyó közötti szakaszon.

## Nyomvonala
A 76-os főútból ágazik ki, annak 47+200-as kilométerszelvénye közelében, Alsónemesapáti területén, a Szévíz-patak völgyében, igen hegyes szögben – a főút is majdnem észak felé halad ezen a szakaszon és a mellékút is csekély eltéréssel északi irányban indul. A főút vonalvezetésére egyébként sokkal inkább a kelet-nyugati irány jellemző, itt csak egy szűk kilométernyi szakaszon halad észak-déli irányban, onnantól délre ugyanebben a völgyben a 7363-as út húzódik Pölöskétől mintegy 10 kilométeren át; tehát a 7354-es azon út folytatásának is tekinthető.
Kezdeti szakasza egyirányú észak felé: 200 méter után ér el egy alig 50 méter hosszú, a kira.gov.hu adatai szerint 76 603-as (a Google Utcakép felvételein ellenben 99 506-os) számozást viselő, kétirányú átkötő utat: a 7354-esen déli irányba haladó forgalom is itt hajthat rá a 76-osra (bármely irányba), illetve a 76-osról észak felől letérni is itt lehet a 7354-esre.
Első kilométere után ér az út Alsónemesapáti község házai közé, itt a Rákóczi Ferenc utca nevet viseli. 1,4 kilométer után kiágazik belőle nyugat felé a 700 méter hosszú 73 235-ös út, ez ugyancsak a falu és a 76-os főút összekötését szolgálja. A 2+150-es kilométerszelvényénél halad el a MÁV 17-es számú Szombathely–Nagykanizsa-vasútvonalának Alsónemesapáti megállóhelye mellett – a megállóhely közúti megközelítését külön út nem biztosítja, az állomás előtti buszforduló szimplán ennek az útnak a kiöblösödése. Innentől továbbra is nagyjából észak felé halad, de már Petőfi Sándor utca néven. 2,8 kilométer után lép ki a falu házai közül és 3. kilométerénél már Nemesapáti területén jár.
3,4 kilométer után egy elágazáshoz érkezik: a 7354-es számozást innentől a nyugat felé induló útszakasz viseli, tovább egyenesen viszont a 73 224-es számú út folytatódik, amely Nemesapáti központjába vezet és 1,6 kilométer után ott ér véget. (A község zsákfalunak tekinthető, burkolt úton más útvonalon nem közelíthető meg). 3+650-es kilométerszelvénye után a 7354-es átlép Pethőhenye területére, ott 3,8 kilométer után északnyugati irányba fordul, és így éri el a községet az ötödik kilométerénél.
Csak a falu keleti peremén halad el, ott északnak fordul és kicsivel ezután már ismét külterületen halad. Előtte még az 5+300-as kilométerszelvénye táján kiágazik belőle a 7364-es út – amely Zalaszentiván nyugati részéig vezet –, majd a belterület északi szélén egy aszfaltutat keresztez: régen ennek helyén húzódott a Szombathely–Nagykanizsa-vasútvonal pethőhenyei szakasza.
Az 5+550-es kilométerszelvénye közelében áthalad a Zala folyó hídján, 5,8 kilométer után pedig Alibánfa területére ér; kicsivel ezután már a község házai között halad, Arany János utca néven. 6,5 kilométer után keresztezi a szombathelyi vasút és a 25-ös számú Bajánsenye–Zalaegerszeg–Ukk–Boba-vasútvonal közös szakaszát, Zalaszentiván vasútállomás keleti végénél, majd kicsivel ezután a 7328-as útba beletorkollva ér véget, annak 36+600-as kilométerszelvénye előtt.
Teljes hossza, az országos közutak térképes nyilvántartását szolgáló kira.gov.hu adatbázisa szerint 6,816 kilométer.

## Települések az út mentén
- Alsónemesapáti
- Nemesapáti
- Pethőhenye
- Alibánfa

## Története
Biztos, hogy a magyar középkor korai szakaszában is vezetett már út ugyanebben a völgyben, ehhez hasonló nyomvonalon. A korabeli vármegyei úthálózat leírásánál említenek egy utat, amely Pölöske és Henye (Pethőhenye) közt, vagyis ebben a völgyben húzódott; ahol Pölöske vámhely is volt, és az út Henye vámjánál kapcsolódott be a Zalaegerszeg-Sümeg közti „nagy útba” (a mai 7328-asba). Henye vámját 1430-ban is említik.

## Hídjai
Legfontosabb hídja a Zala árterét átívelő híd, mely a hivatalos nyilvántartás szerint az 5+501 km szelvényében helyezkedik el. A híd 1929-1930 között épült, az akkor 13-as számot viselő törvényhatósági út 1,035-ös kilométerszelvényében. Szerkezeti hossza 31,8 méter, 14,85+14,85 méteres nyílásközökkel, 4,8 méteres pályaszélességgel és a két járdával együtt 6 méteres teljes szélességgel. Tervezője a Magyar Királyi Államépítészeti Hivatal megbízásából Pischinger Gyula, nyugalmazott. helyettes államtitkár volt, kivitelezését Kenedi Imre okleveles mérnök, valamint Horváth és Vas nevű nagykanizsai építőmesterek végezték. Forgalomba helyezésére 1930. augusztus 27-én került sor.